# Julius Koller (Komponist)

Julius Koller, 2016

Julius Koller (* 26. Februar 1950 in Stegersbach/Burgenland) ist ein österreichischer Musikpädagoge, Komponist und Chorleiter.

## Leben
Koller wurde als Sohn des Schlossermeisters und Eisenhändlers Julius Koller und dessen Frau Irene geboren und ist das älteste von fünf Kindern. Er besuchte von 1956 bis 1960 die Volksschule in Stegersbach und von 1960 bis 1968 das Bundesrealgymnasium in Eisenstadt, wo er im Juni 1968 maturierte. Von Juli 1968 bis Juni 1969 leistete er den Präsenzdienst bei der Militärmusik unter Kapellmeister Josef Kotay.
Ab 1969 studierte er Musikpädagogik an der Hochschule für Musik und darstellende Kunst in Wien sowie Geschichte an der Universität Wien und schloss 1975 mit dem Magister philosophiae ab. Zusätzlich belegte er mehrere Semester Pädagogik und Musikwissenschaft.

#### Beruflicher Werdegang
1973 trat Koller in den Schuldienst ein und wirkte bis Juni 2001 am BG, BRG und BORG Eisenstadt als Lehrer. In dieser Zeit leitete er zahlreiche Projekte, darunter die österreichische Erstaufführung von Jesus Christ Superstar (1978), die Erstaufführung von Andrew Lloyd Webbers 
Joseph and the Amazing Technicolor Dreamcoat (1982), die Uraufführung des Rockmusicals Fata Morgana (1985) sowie die Uraufführung der Messe Du bist der Herr der Zeiten (1989).
Neben seiner Schultätigkeit war er als freier Mitarbeiter des ORF, als Lehrbeauftragter an der Hochschule für Musik und darstellende Kunst Wien (Didaktik zeitgenössischer Popularmusik) sowie als Referent bei Fortbildungsveranstaltungen tätig.
Von 1973 bis 1997 leitete er den Passionsspielchor und den Gesangsverein in St. Margarethen und komponierte zahlreiche Werke für Chor, Bläser und Orchester, u. a. die St. Margarethner Messe (1982), die Missa brevis (1994) und das Orchesterwerk Sinfrock I (Uraufführung 1994 im Haydnsaal Eisenstadt).
Von August 1999 bis März 2014 war Koller Fachinspektor für Musikerziehung und Instrumentalunterricht an AHS, BMHS, Bildungsanstalten für Kindergarten- und Sozialpädagogik sowie Fachberater für APS-Lehrkräfte. Seit 1. April 2014 ist er im Ruhestand.

## Auszeichnungen
- 1991: Großes Ehrenzeichen des Burgenlandes[2]
- 1996: Förderungspreis der Burgenlandstiftung Theodor Kery[2]
- 1996: Verdienstmedaille der Diözese Eisenstadt in Gold
- 2010: Berufstitel Hofrat
- 2013: Goldenes Ehrenzeichen für Verdienste um die Republik Österreich[2]
- 2016: Landeskulturpreis des Landes Burgenland für Musik (Würdigungspreis)
- 2018: Verdienstnadel in Gold der Landeshauptstadt Eisenstadt

## Werke
Vokalwerke
Singstimme
- Psalm 23 für Singstimme und Begleitung
- Gloria für Singstimme und Begleitung
- Ich glaube für Singstimme und Begleitung
- Gegrüßet seist du, Maria

Chorwerke
- St. Margarethner Messe (Text: Helmut Stefan Milletich), Verlag Doblinger 44 208
- Missa brevis in honorem Sancti Stephani, Verlag Doblinger 44 212
- O Jesu mein. Passionslieder aus dem Burgenland, Verlag CeDition, ISBN 3-85309-015-X
- Du bist der Herr der Zeiten – Messe für Chor, Soli, Rockband und Blasinstrumente
- Advent- und Weihnachtslieder aus dem Burgenland
- Salve Regina (Sei gegrüßt o Königin)
- Ave Maria
- Musica Präludium vitae aeternae (Doppelchor)
- Cantare amantis est (Doppelchor)
- Atme in mir, du Heiliger Geist (Doppelchor)
- Herr, öffne mir die Lippen (Doppelchor)
- Grabesruh (Begräbnislied)
- Meine Zeit ist Gottes Zeit
- Heller Stern
- Hoadbliah
- Bin ich hier
- Pflück dir eine Freude ab (Shallala..)
- Geh und gehst du vorbei
- Hochzeitslied
- Hianzn Mess Lieder
- Geistliche und weltliche Volksliedsätze burgenländischer Volkslieder
- Gegrüßet seist du, Maria
- Welcher Engel für gemischten Chor und Violine
- Gloria für gemischten Chor, Solo und Instrumentalbegleitung
- Gospel- und Spiritualsätze: Oh happy day, I’m on my way, Oh when the Saints go marching in, Steal away, Hold on, I’m a rolling
- Lobt und preist den Herrn – Gospel in deutscher Sprache
- Jubiläumsmesse (gemeinsam mit Erich Kummer) für gemischten Chor, Orgel und Bass, 2023
- Missa in tempore belli (Jubiläumsmesse – 100 Jahre Eisenstadt Landeshauptstadt, gemeinsam mit Erich Kummer) für gemischten Chor, Orgel, Bass, Streicher und Bläserensemble, 2025

Instrumentalwerke
Musik für Blasinstrumente
- Klangspielereien für Blockflötenquartett
- Variationen für Blockflötentrio über „Schönster Schatz“
- Bläserquintette Nr. 1–3 (2 Trompeten, Posaune, Horn, Tuba)
- Fanfaren für Trompeten (dreistimmig, vierstimmig)
- Landtrio/Rural Trio – Trompetentrio nach Haydns Trompetenkonzert in Es-Dur
- Großhöfleiner MusikantInnenmarsch
- Stegersbach Marsch
- Johann Nepomuk Berger Marsch
- Jubiläumsmarsch
- Hochzeitsmarsch
- Adagio für Blasorchester
- Fanfare für sinfonisches Blasorchester
- Festmusik für sinfonisches Blasorchester
- Marsch Nr. 1 für sinfonisches Blasorchester

Kammermusik
- Polka francaise für 2 Klarinetten, Gitarre und Kontrabass
- Walzer für 2 Klarinetten, Gitarre und Kontrabass
- Fünf Trios für Mandoline, Gitarre und Viola da Samba
- Intrada für Ukulele, Gitarre, Viola da Gamba und Kontrabass
- Burgenländische Advents- und Weihnachtslieder für Singstimmen & Gitarrenensemble

Werke für Sinfonieorchester
- Tango Pesaro
- La cucaracha
- Intrada für Streichorchester, Ukulele und Viola da Gamba
- Concerto für 2 Gitarren, Viola da Gamba und Streichorchester
- Passacaglia in E-Moll für Streichorchester
- Sinfrock I in drei Sätzen
- Sinfrock II